# Antillenleguaan
De antillenleguaan, ook wel Antilliaanse leguaan of Caribische groene leguaan (Iguana delicatissima) is een hagedis uit de familie leguanen (Iguanidae).

## Naam en indeling
De wetenschappelijke naam van de soort werd voor het eerst voorgesteld door Josephus Nicolaus Laurenti in 1768. Later werd de wetenschappelijke naam Iguana nudicollis gebruikt.
De soortaanduiding delicatissima betekent vrij vertaald 'zeer smakelijk' en is een verwijzing naar het feit dat de leguaan vroeger veel werd gegeten.

## Uiterlijke kenmerken
De leguaan kan tot 1.40 meter lang worden (inclusief staart), een mannelijk dier kan een lichaamslengte hebben van maximaal 43.4 cm. De soort is van de veel bekendere groene leguaan te onderscheiden doordat de grote schub onder het trommelvlies bij de antillenleguaan ontbreekt, en omdat antillenleguanen geen gestreepte staart hebben.

## Verspreiding en beschermingsstatus
De antillenleguaan komt voor in de Caraïben en leeft in het gebied van de Kleine Antillen, op Sint Eustatius, Anguilla, Guadeloupe, Dominica, Martinique en Saint-Barthélemy. Op Sint Maarten, Antigua en Barbuda, en Saint Kitts is de soort reeds uitgestorven.
Genetisch onderzoek toont aan dat de antillenleguanen van St. Eustatius nauw verwant zijn aan die van Dominica.
De habitat bestaat uit droge streken met een permanent groene beplanting. Ook in bossen bij rivieren en mangrovebossen is de leguaan aangetroffen. De soort is aangetroffen van zeeniveau tot op een hoogte van ongeveer 700 meter boven zeeniveau.
Door de internationale natuurbeschermingsorganisatie IUCN is de beschermingsstatus 'ernstig bedreigd' toegewezen (Critically 
Endangered of CR).
Het Verdrag van Cartagena en het SPAW-protocol (zie Appendix II) verbieden in het Caribisch gebied het doden, beschadigen of commercieel verhandelen van deze dieren. Tevens mogen nestgebieden niet worden verstoord.

## Bedreiging en fokprogramma
Populaties van de antillenleguaan worden ernstig bedreigd door verdringing door de invasieve groene leguaan (Iguana iguana). De groene leguaan zet een groter legsel af dan de antillenleguaan, en beide soorten kunnen met elkaar hybridiseren. Deze hybride dieren krijgen grotere legsels dan de antillenleguaan, en daarmee overspoelen groene en hybride leguanen de antillenleguaan populaties. Op Sint Maarten kwam vroeger ook de antillenleguaan voor, echter was deze al nagenoeg verdwenen toe enkele groene leguanen aanspoelden na de orkaan Luis in 1995. De laatste antillenleguaan zijn waarschijnlijk daarna of dood gegaan zonder te reproduceren of hebben gehybridiseerd met de groene leguanen, de laatste antillenleguaan is al meer dan 20 jaar geleden gezien op Sint Maarten. Momenteel zijn er alleen nog stabiele populaties van de antillenleguaan op enkele eilanden, echter is alleen op Petite Terre (Guadeloupe) een hele grote populatie waar nog geen groene leguanen zijn gezien. Op zowel Sint Eustatius als Dominica, beide eilanden met populaties van antillenleguanen zijn wel groene leguanen gezien en daar wordt actief op gejaagd.
Diergaarde Blijdorp haalde in 2018 vier wilde Antilliaanse leguanen van Sint Eustatius naar Nederland, nadat Jersey Zoo in overleg met het de IUCN een fokprogramma op touw zette. Twee mannetjes en twee vrouwtjes vlogen met de Nederlandse premier Mark Rutte mee in het regeringsvliegtuig. Begin september 2020 meldde Blijdorp de geboorte van een eerste nakomeling, twee andere eieren kwamen niet uit. Het is de bedoeling om eerst een reservepopulatie op te bouwen, later kunnen in Rotterdam gekweekte leguanen worden uitgezet op Sint Eustatius en op andere eilanden.